# 24保安法波動
24保安法波動（24 ほあんほう はどう）は、韓国における治安立法である国家保安法の新規立法、地方自治法改正を李承晩政権が武装警衛を動員して強引に通過させた事件で、これらが国会を可決・通過した日が1958年12月24日であることにちなんで「24保安法波動」と後に呼ばれるようになった。武装警衛を動員して国家保安法改正案を国会通過させたことで、韓国憲政史における一大汚点となった。

## 概要
1958年、李承晩政権は、韓国において当時暗躍していた共産スパイを徹底的に摘発することを目的に国家保安法の改正と、市と邑、面の首長の公選制を廃止して任命制にするための地方自治法改正を目指していた。このような政府の動きに対して、野党とマスコミは、2年後に行われる正副大統領選挙を与党が有利に展開するための策略に過ぎず、スパイの取り締まりは、当時の刑法や国家保安法及び国防警備法、海岸警備法などの法律を適用すれば十分可能で、市・村・面の首長を任命制にすることは政府与党に忠実な人物がこれらの職に就き、与党に有利な行動をすることが、民主主義の原則に背くものであるとして、反対の論陣を展開した。
新国家保安法案の内容
1. 保安法の適用範囲の拡大。従来の北朝鮮の指令により運営されている団体のみを取り締まり対象としていた規定を、国家動乱を目的とする集団及び団体に拡大
2. 利敵行為概念の拡大。従来、軍事上の秘密探知だけに適用されていたスパイ概念を、敵を利するようなすべての情報収集に拡大。
3. 軍人及び公務員の反抗、煽動行為の処罰規定を新設。
4. 憲法機関に対する名誉既存行為の処罰規定を新設
5. 保安法によって起訴された被告人が保釈された場合において検察の即時抗告を新設する
6. 軍情報機関が行うスパイ関係捜査に対する法的根拠を与える。

保安法の改正が、政府批判の論陣を張っている言論界を弾圧するものであるとして1958年10月21日、ソウルの各日刊新聞者及び通信社の主筆、編集局長は声明書を発表し、「我々言論人としては特に第十七条五項の『公然と虚偽の事実を摘示又は流布するか、事実を歪曲して適時又は流布して人心を惑乱させ、敵を利せしめた者は五年以下の懲役に処する』という条項、第22条の憲法上の機関に対する名誉毀損を一〇年以下の懲役に処することによって為政者に対する批判の道を閉ざそうとする条項、第三〇条二項（資格停止）、第三七条の『第六条及至第二〇条あるいは第二二条に該当する犯罪で告訴された被告事件に対しては刑事訴訟法第三一二条但書を適用しない』という条項に反対する」ことを明らかにし、反対の論陣を鮮明にした。

### 電撃通過

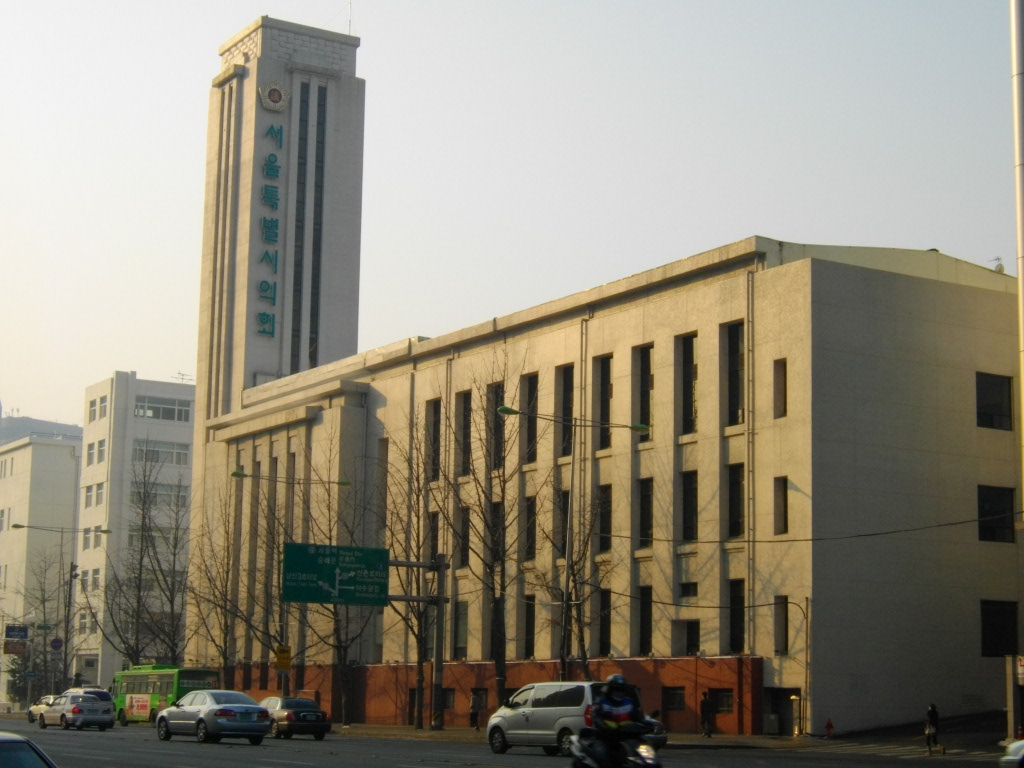
当時、国会議事堂として使用されていた旧京城府民館（現ソウル特別市議会庁舎）

野党とマスコミが反対の声をあげる中、1958年10月20日、与党である自由党の院内法制司法委員長金意俊は、新国家保安法を年内に国会を通過させるという党の方針を明らかにした。これに対し民主党と無所属を合わせた野党勢力は11月27日「国家保安法改悪反対院内闘争委員会」を結成し、野党議員85名が署名した「民主主義の葬送曲と共に一党独裁政治が出現せんとするこの時に当たり、我等は国家保安法改悪反対闘争に命をかける」という要旨の宣言文を発表した。
法制司法委員会において保安法改正案の審議が行われていた最中の同年12月19日午後3時、委員会休憩で野党議員が昼食を取りに行った隙を突く形で、事前にしめ合わせていた自由党議員が抜き打ち的に法案を可決した。与党のみによる抜き打ち可決に対し、野党議員77名は、新国家保安法の本会議上程を阻止する最終手段として国会議事堂内で無期限の篭城に突入した。また、篭城最中の21日には副大統領であった張勉が議事堂に篭城議員を訪問して激励し、政府与党の強硬姿勢を批判した。
膠着状態が続く中、政府と与党幹部は半島ホテル（現ロッテホテル）で会議を開催し、国会警衛を動員して野党議員を排除し、24日に国家保安法改正案を通過する手順を決めた。そして、篭城5日目の12月24日午前9時50分、80名余の野党議員が篭城していた議事堂の中に自由党議員128名と警衛に仮想させた警察官300名余が突入し、野党議員は警衛たちの手によって議事堂の外に連れ出されたが、その際に議員12名が負傷した。こうして国家保安法改正案と地方自治法改正案は自由党議員のみの賛成で可決・通過し、12月26日に公布、翌1959年1月15日から発効した。この間、李承晩大統領は慶尚南道の鎮海にある大統領別荘で休養を楽しんでいた。

### 海外の反応
この「24保安法波動」に対し、アメリカ国務省は遺憾の意を表明するとともにアイゼンハワー大統領が駐韓米大使を通じて、国家保安法悪用に対する警告の親書を李承晩大統領に手渡した。また、ワシントンポスト紙は今回の事件は「警察国家的手法」であると酷評する社説を掲載、イギリスのロンドンタイムズ紙は「韓国には事実上野党の存在がありえない」として「たとえ李大統領が次回の選挙に出馬しても支持は受けられないだろう」と翌々年の3・15不正選挙を予言するかのような記事を掲載した。